# Rapport de vraisemblance
En médecine fondée sur les faits, les rapports de vraisemblance sont des outils numériques permettant d'évaluer l'efficacité d'un test médical pour discriminer les individus sains des individus malades. Ils s'appuient sur les deux caractéristiques informationnelles intrinsèques d'un test qui sont sa sensibilité et sa spécificité.
Pour un test de spécificité Sp et sensitivité Se, les outils fréquemment utilisés sont:
- Le rapport de vraisemblance positif : {\displaystyle RV_{+}={\frac {Se}{1-Sp}}}
- Le rapport de vraisemblance négatif : {\displaystyle RV_{-}={\frac {1-Se}{Sp}}}

L'usage de rapports de vraisemblance en analyse séquentielle (donc hors du champ médical) date de 1945. Les communications au sujet des rapports de vraisemblance positif et négatif en médecine datent de la fin des années 1970,,.

## Contexte et mise en place
Un test médical est destiné à déterminer si une personne est malade (M) ou saine (S) en pratiquant un test (observation d'un symptôme ou analyse de laboratoire) qui se révèle positif (T+) pour les personnes malades et négatifs (T-) pour les personnes saines.
Dans l'idéal, il serait souhaitable que le test soit parfait, c'est-à-dire que 100% des malades aient un test positif et que 100% des personnes saines aient un test négatif. Mais c'est rarement le cas. La population se partage en 4 familles :
|              | Malade | Non malade |
| Test positif | VP     | FP         |
| Test négatif | FN     | VN         |

- les vrai positifs (VP) : les malades ayant un test positif ;
- les vrai négatifs (VN) : les personnes saines ayant un test négatif ;
- les faux négatifs (FN) : les malades ayant un test négatif ;
- les faux positifs (FP) : les personnes saines ayant un test positif.

On appelle sensibilité du test la proportion parmi les malades de ceux ayant un test positif :  
{\displaystyle Se={\frac {VP}{VP+FN}}={\frac {p(M\cap T_{+})}{p(M)}}=p(T_{+}/M)}
En statistique, une valeur comme {\displaystyle p(T_{+}/M)} s'appelle la vraisemblance de T+ pour M.
On appelle spécificité du test la proportion parmi les personnes saines de celles ayant un test négatif : 
{\displaystyle Sp={\frac {VN}{VN+FP}}={\frac {p(S\cap T_{-})}{p(S)}}=p(T_{-}/S)}
Si on connait (ou si on est capable d'estimer) le taux de prévalence de la maladie, c'est-à-dire la proportion de malades dans la population
{\displaystyle Pr={\frac {VP+FN}{VP+VN+FP+FN}}=p(M),}
on est capable, grâce au théorème de Bayes d'évaluer, après le résultat du test, la probabilité a posteriori que la personne soit malade, cette quantité s'appelle aussi la valeur prédictive du test:
- pour un test positif :{\displaystyle p(M/T_{+})={\frac {p(T_{+}/M)\times p(M)}{p(T_{+})}}={\frac {Se\times Pr}{(VP+FP)/(VP+VN+FP+FN)}}}
- pour un test négatif : {\displaystyle p(M/T_{-})={\frac {p(T_{-}/M)\times p(M)}{p(T_{-})}}={\frac {(1-Sp)\times Pr}{(VN+FN)/(VP+VN+FP+FN)}}}

Une autre idée à l'origine des rapports de vraisemblance est de travailler sur la cote (odds en anglais) de la maladie, c'est-à-dire un rapport de chance entre être malade et ne pas l'être : 
- pour un test positif {\displaystyle {\frac {p(M/T_{+})}{p(S/T_{+})}}={\frac {p(T_{+}/M)}{p(T_{+}/S)}}\times {\frac {p(M)}{p(S)}}={\frac {Se}{1-Sp}}\times {\frac {Pr}{1-Pr}}}
- pour un test négatif {\displaystyle {\frac {p(M/T_{-})}{p(S/T_{-})}}={\frac {p(T_{-}/M)}{p(T_{-}/S)}}\times {\frac {p(M)}{p(S)}}={\frac {1-Se}{Sp}}\times {\frac {Pr}{1-Pr}}}

Les rapports 
- {\displaystyle RV_{+}={\frac {p(T_{+}/M)}{p(T_{+}/S)}}={\frac {Se}{1-Sp}}}
- {\displaystyle RV_{-}={\frac {p(T_{-}/M)}{p(T_{-}/S)}}={\frac {1-Se}{Sp}}}

sont des quotients de vraisemblances d'où leur nom de rapport de vraisemblance. Ce sont des facteurs correctifs permettant d'augmenter (dans le cas positif) ou diminuer (dans le cas négatif) la cote de la maladie. Ils sont indépendants de la prévalence, on parle de caractéristique intrinsèque du test.

## Utilisation

### Efficacité du test
On estime en général qu'un test est efficace s'il augmente suffisamment la cote d'être malade pour un test positif et la diminue suffisamment pour un test négatif.
- un test de RV+ supérieur à 10 est considéré comme efficace car il multiplie par plus de 10 la cote de la maladie pour une personne positive. La probabilité d'être malade, elle, n'est pas multipliée par 10. Son augmentation dépend de la prévalence initiale de la maladie. Pour une prévalence supérieure à 0,1, et un RV+ de 10, la probabilité d'être malade augmente de 0,45 environ[8];
- un test de RV- inférieur à 0,1 est considéré comme efficace car il divise par 10 la cote de la maladie pour une personne testée négative ;
- un test de RV égal à 1 est inutile car il ne modifie en rien l'estimation de départ.

On s'accorde habituellement sur les critères suivants :
| RV+       | RV-          | Apport pour le diagnostic                              |
| --------- | ------------ | ------------------------------------------------------ |
| > 10      | < 0,1        | Très bon - Diagnostic fiable                           |
| de 5 à 10 | de 0,1 à 0,2 | Assez bon - Diagnostic à confirmer avec d'autres tests |
| de 2 à 5  | de 0,2 à 0,5 | Faible - Autres tests nécessaires                      |
| de 1 à 2  | de 0,5 à 1   | Sans utilité pour le diagnostic                        |

### Estimation de la probabilitéa posteriori
La connaissance de la prévalence et des deux rapports de vraisemblance permet d'évaluer le risque d'être malade après le résultat du test.
Cela peut se faire par un calcul, ou plus simplement à l'aide d'un nomogramme de Fagan.
Le calcul s'appuie sur le fait que probabilité (p) et cote (c) sont reliées par les égalités suivantes :
{\displaystyle c={\frac {p}{1-p}}} et {\displaystyle p={\frac {c}{c+1}}}
Pour un test positif, la cote de la maladie (c+) et la probabilité (p+) se calculent par : 
{\displaystyle c_{+}=RV_{+}\times {\frac {Pr}{1-Pr}}} et {\displaystyle p_{+}={\frac {c_{+}}{1+c_{+}}}}
Pour un test négatif, la cote de la maladie (c-) et la probabilité (p-) se calculent par : 
{\displaystyle c_{-}=RV_{-}\times {\frac {Pr}{1-Pr}}} et {\displaystyle p_{-}={\frac {c_{-}}{1+c_{-}}}}
Le nomogramme de Fagan est un abaque permettant de retrouver ces probabilités à l'aide de simples traits.

### Rôle de la prévalence et de la fonction Logit
La prévalence de la maladie ne peut souvent qu'être estimée, soit à partir d'études antérieures, soit estimée par le médecin, qui prend en compte des tests précédents effectués, et les indices de son examen médical.
À la formule «Cote a posteriori=RV × cote à priori», on peut appliquer une fonction logarithmique :
{\displaystyle \log(\mathrm {Cote~a~posteriori} )=\log(RV)+\log(\mathrm {Cote~a~priori} )}
Or le logarithme d'une cote est le logit de la probabilité donc
{\displaystyle \operatorname {logit} (\mathrm {Probabilit{\acute {e}}~a~posteriori} )=\log(RV)+\operatorname {logit} (Pr)}

Représentation graphique de la fonction logit (en logarithme népérien)

La courbe de logit permet de passer du taux de prévalence à la probabilité a posteriori. Du point d'abscisse Pr sur la courbe, on se déplace en ordonnée de log(RV), on regarde le point correspondant sur la courbe, son abscisse correspond à la probabilité a posteriori.
Ici, le logarithme utilisé est le logarithme népérien. Si on se limite à des probabilités comprises entre 0,1 et 0,9, la courbe est presque confondue avec une droite de pente 2,1/0,4. Un déplacement en ordonnée de log(RV) correspond à un déplacement en abscisse de log(RV) × 0,4/2,1. La probabilité se déplace donc d'environ 0,19 × log(RV). Pour un RV de 10, le déplacement est de 0,45.
En dehors de cette fourchette, en particulier pour une faible prévalence, même un fort rapport de vraisemblance ne permet pas de faire augmenter significativement la probabilité a posteriori. En revanche, pour une prévalence faible, la cote est voisine de la prévalence et le RV peut être utilisé comme un facteur multiplicatif permettant de passer du taux de prévalence à la probabilité a posteriori. Un taux de prévalence de 0,01 et un RV de 10 conduit à une probabilité a posteriori voisine de 0,1. 

## Illustration sur un exemple
Dans le cadre de la détection du cancer colorectal, un test est élaboré visant à détecter la présence de saignement occulte et testé sur échantillon de 2030 personnes se partageant en 4 groupes.
|                   | Cancer confirmé par endoscopie | Pas de cancer | Effectif maginal |
| Test positif      | 20                             | 180           | 200              |
| Test négatif      | 10                             | 1820          | 1830             |
| Effectif marginal | 30                             | 2000          | 2030             |

Ce tableau permet d'évaluer  
- la prévalence : {\displaystyle {\frac {\mathrm {Cancers~confirm{\acute {e}}s} }{\mathrm {Population~totale} }}={\frac {30}{2030}}\approx 1,47\%} ;
- la sensibilité : {\displaystyle {\frac {\mathrm {Cancers~confirm{\acute {e}}s~avec~test~positif} }{\mathrm {Cancers~confirm{\acute {e}}s} }}={\frac {20}{30}}\approx 67\%} ;
- la spécificité : {\displaystyle {\frac {\mathrm {Pas~de~cancer~et~test~n{\acute {e}}gatif} }{\mathrm {Pas~de~cancer} }}={\frac {1820}{2000}}=91\%} ;
- le rapport de vraisemblance positif : {\displaystyle {\frac {\frac {\mathrm {Positif~et~canc{\acute {e}}reux} }{\mathrm {Canc{\acute {e}}reux} }}{\frac {\mathrm {Positif~et~sain} }{\mathrm {Sain} }}}={\frac {20/30}{180/2000}}\approx 7,4} ;
- le rapport de vraisemblance négatif : {\displaystyle {\frac {\frac {\mathrm {N{\acute {e}}gatif~et~canc{\acute {e}}reux} }{\mathrm {Canc{\acute {e}}reux} }}{\frac {\mathrm {N{\acute {e}}gatif~et~sain} }{\mathrm {Sain} }}}={\frac {10/30}{1820/2000}}\approx 0,37.}

Les rapports de vraisemblance ont une efficacité moyenne.
L'impact ici de la faible prévalence est important : pour un test positif, la probabilité a posteriori d'être malade augmente fortement  - on passe de 30 malades sur 2030 en population pré-test à 20 malades sur 200 parmi les testés positifs  - mais on a aussi une forte proportion de faux positif puisque 90% des positifs demeurent des personnes saines.

## Intervalles de confiance
Pour le calcul des intervalles de confiance les rapports de vraisemblance peuvent être traités comme des proportions de risques.

## Cas des tests à plus de deux issues
Il est fréquent qu'un test ne donne pas une réponse par «oui» ou «non» mais une quantité chiffrée. Il s'agit alors de choisir la valeur à partir de  laquelle le test est considéré comme positif. Un calcul de rapport de vraisemblance en faisant varier le barre de diagnostic permet d'affiner la prédiction.
Le rapport de vraisemblance est alors une fonction de θ où θ est la valeur à partir de laquelle on estime que le test est positif. Chaque rapport de vraisemblance conduit à une probabilité a posteriori (ou valeur prédictive du test) différente et permet au praticien, en fonction du score obtenu par le patient d'évaluer son risque d'être malade,.

## Autres rapports de vraisemblance
Les rapports de vraisemblance existent au delà du domaine médicale, en inférence bayésienne, comme rapport de deux fonctions de vraisemblance et servent à déterminer, à l'aide d'un test du rapport de vraisemblance, le meilleur paramètre pour une loi de probabilité.
En médecine, on trouve parfois le terme de rapport de vraisemblance (likelihood ratio) pour la quantité {\displaystyle {\frac {p(T_{+}/M)}{p(T_{+})}}}. Ce rapport est le facteur multiplicatif qui permet de passer de la prévalence à la probabilité a posteriori:
{\displaystyle p(M/T_{+})={\frac {p(T_{+}/M)}{p(T_{+})}}p(M)}.